# オーストラリア国立演劇学院
オーストラリア国立演劇学院（The National Institute of Dramatic Art)はシドニーにある、政府が設立した演劇にかかわる人物を養成するための学校である。通称NIDA。1958年に設立された。学院開設当初は、23人の生徒と二人の教師しかいなかったが、現在では入学希望者100人につき一人の狭き門となっている。
オーストラリア出身の俳優でここを卒業している者は非常に多い。ケイト・ブランシェット、ジュディ・デイヴィス、ヒューゴ・ウィーヴィング、ミランダ・オットー、メル・ギブソンや映画監督のバズ・ラーマンも卒業生である。
俳優養成コースが有名であるが、他にも美術や演出のコースもあり、演劇に関わる分野を網羅している。また、誰でも参加できるショート・プログラムも開講している。
4つの劇場を備えている。